# Prenatal vård
Prenatal vård eller mödravård (även kallad graviditetsvård) är medicinsk vård som ges till gravida kvinnor vid mödravårdcentraler (i Sverige) eller motsvarande för att övervaka och säkerställa en hälsosam graviditet och födelse. Det inkluderar regelbundna besök hos en obstetriker-gynekolog eller barnmorska för att övervaka fostrets tillväxt och utveckling, samt ge råd om kost, motion, läkemedel och andra hälsofrågor. Prenatal vård kan också innefatta tester och screeningar för att upptäcka eventuella hälsoproblem hos mamman eller fostret, såsom högt blodtryck, diabetes, eller genetiska störningar. Målet med prenatal vård är att öka chanserna för en frisk graviditet och födelse, samt att identifiera och behandla eventuella problem i ett tidigt skede.